# British Rail
British Rail (BR), tot 1965 British Railways (Britse Spoorwegen), werd in 1948 opgericht nadat de overheid de vier private spoorwegmaatschappijen ('Big Four') nationaliseerde. De maatschappij werd in 1997 ontbonden en vervangen door private maatschappijen.

## Het interbellum en WO II
In 1923 werden heel wat kleine spoorwegbedrijven gehergroepeerd (Railways Act 1921). Hierbij ontstonden vier grote bedrijven:
- LNER: London and North Eastern Railway
- LMS: London, Midland and Scottish Railway
- GWR: Great Western Railway
- SR: Southern Railway

Tijdens de Tweede Wereldoorlog werden de bedrijven onder staatsgezag geplaatst. Dit hield in dat ze privaat eigendom bleven, maar dat de overheid toch enige invloed op de maatschappijen kon uitoefenen.
Op 1 januari 1948 werden de vier grote bedrijven door de staat overgenomen. Deze overname maakte deel uit van de nationaliseringspolitiek van de sociaal democratische Labourregering van Clement Attlee.

## Modernisering
In 1955 waren de spoorwegen zeer verouderd en werd het eerste moderniseringsplan uitgevoerd. Zo reden er nauwelijks elektrische treinen, het volledige verkeer was gebaseerd op stoom. Op het vasteland was men veel verder gevorderd, dus werd het tijd om ook het spoorwegnet in Groot-Brittannië aan te pakken. De modernisering kostte de staat 1,25 miljoen pond en werd over drie belangrijke domeinen gespreid:
- elektrificatie
- sein- en spoorvernieuwing
- nieuw rollend materieel

Het moderniseringsplan mislukte echter en de trein kreeg steeds meer concurrentie van het autoverkeer, zowel voor passagiers- als voor vrachtvervoer.

## Richard Beeching
In 1961 kwam Richard Beeching aan het hoofd te staan van de maatschappij. Beeching werd in 1913 geboren als tweede zoon uit een zeer gewoon arbeidersgezin van vier kinderen uit Kent. Al snel bleek dat Richard een zeer uitmuntende leerling was. Zijn ouders deden het onmogelijke om hem een opleiding te kunnen geven. Hij haalde de allerhoogste onderscheiding op de Imperial School in Londen, waarna hij het doctoraatsdiploma in fysica haalde.
In 1961, na een blitscarrière bij ICI, een Engelse chemiereus, kwam hij als gedelegeerd bestuurder bij British Railways. In '63 stelde hij zijn controversiële reorganisatieplan voor. Er kwam een doorgedreven rationaliserings- en kostenbesparende politiek. Hij berekende dat de helft van de stations 95% van de inkomsten genereerde, slechts de helft van de spoorlijnen was rendabel, 80% van het verkeer werd gedragen door 20% van het netwerk. Het plan leidde tot de afschaffing van 26.000 kilometer sporen en 2000 stations, de modernisering van 5000 kilometer lijnen en de afschaffing van de stoomtreinen. Beeching introduceerde ook de term IC (InterCity) en de containertreinen. 70 000 mensen verloren hun baan. De maatregelen van Beeching hebben de Britse komedieserie Oh, Doctor Beeching! sterk geïnspireerd. In '67 beëindigde Beeching zijn werk bij de Britse Spoorwegen.
De laatste stoomtrein reed in augustus 1968. Enkele jaren later veranderde British Railway in British Rail.
In 1980 werd het bedrijf opgesplitst in: Network SouthEast, Intercity, Provincial, Freightliner.

## Jaren tachtig
Tijdens de jaren 1980, een periode van zware economische problemen, was de conservatieve regering van Margaret Thatcher aan de macht in het Verenigd Koninkrijk. Haar standpunt was dat overheidsbedrijven geldverslindende bodemloze vaten waren. Daarom werden veel staatsbedrijven geprivatiseerd, bijvoorbeeld British Telecom. In 1996 werd ook British Rail door de conservatieve John Major, opvolger van Thatcher, geprivatiseerd.

## Privatisering
De regering Major was zeer impopulair. De verkiezingen van 1997 zouden hoe dan ook door Tony Blairs Labour (sociaal democratisch) gewonnen worden, daarom werd de privatisering van BR in verhoogd tempo doorgevoerd. Ook de voorstanders van de privatisering erkenden dat dit ten koste ging van een goede voorbereiding.
Er was dan ook veel kritiek op de privatisering: de stiptheid en de dienstverlening daalde, de ticketprijzen stegen, de oorspronkelijke private netwerkbeheerder Railtrack verwaarloosde jarenlang belangrijke en noodzakelijke verbeterings- en beveiligingswerken, de kostprijs van infrastructuurwerken rees de pan uit wegens financieel wanbeleid. Sommige spoorvervoerders gingen failliet, waardoor de overheid de treindienst weer moest overnemen. Dit alles had tot gevolg dat de overheid uiteindelijk meer belastinggeld aan de spoorwegen moest besteden dan voor de privatisering. 
Na een zwaar treinongeval in Hatfield in 2000 waarbij vier doden vielen als gevolg was van slecht onderhouden sporen, moest Railtrack in het hele land meer dan 1200 snelheidsbeperkingen afkondigen. Dit leidde gedurende meer dan een jaar tot enorme chaos op het spoorwegnet. Als gevolg hiervan dook Railtrack diep in de rode cijfers en in 2001 werd het overgenomen door de staat onder de naam Network Rail.
Er zijn echter ook positieve zaken uit de privatisering voortgekomen: het aantal reizigers steeg met meer dan 50%, de private spoorbedrijven investeerden sterk in nieuw materieel, de frequentie van de treinen werd verhoogd, er kwamen nieuwe stations, spoorlijnen en stations die eerder gesloten waren werden heropend en het spoorverkeer werd veel dynamischer.
De treintarieven voor de reizigers kwamen, ook verhoudingsgewijs, hoger te liggen dan ten tijde van British Rail.

## Veerdiensten
British Rail exploiteerde ook diverse veerdiensten. Vanaf 1968 werden deze bestuurd door een afzonderlijke "Shipping and International Services Division" van British Rail. In 1970 werd voor de veerdiensten de marketingnaam Sealink geïntroduceerd, een naam die ook op de romp van de schepen werd aangebracht. Met ingang van 1 januari 1979 werden de veerdiensten verzelfstandigd tot Sealink UK Ltd.

## Voetnoten
1. ↑  Train fares cost more than under British Rail. Daily Telegraph (1 december 2008). Geraadpleegd op 7 July 2015.